# 시아파 초승달 지대

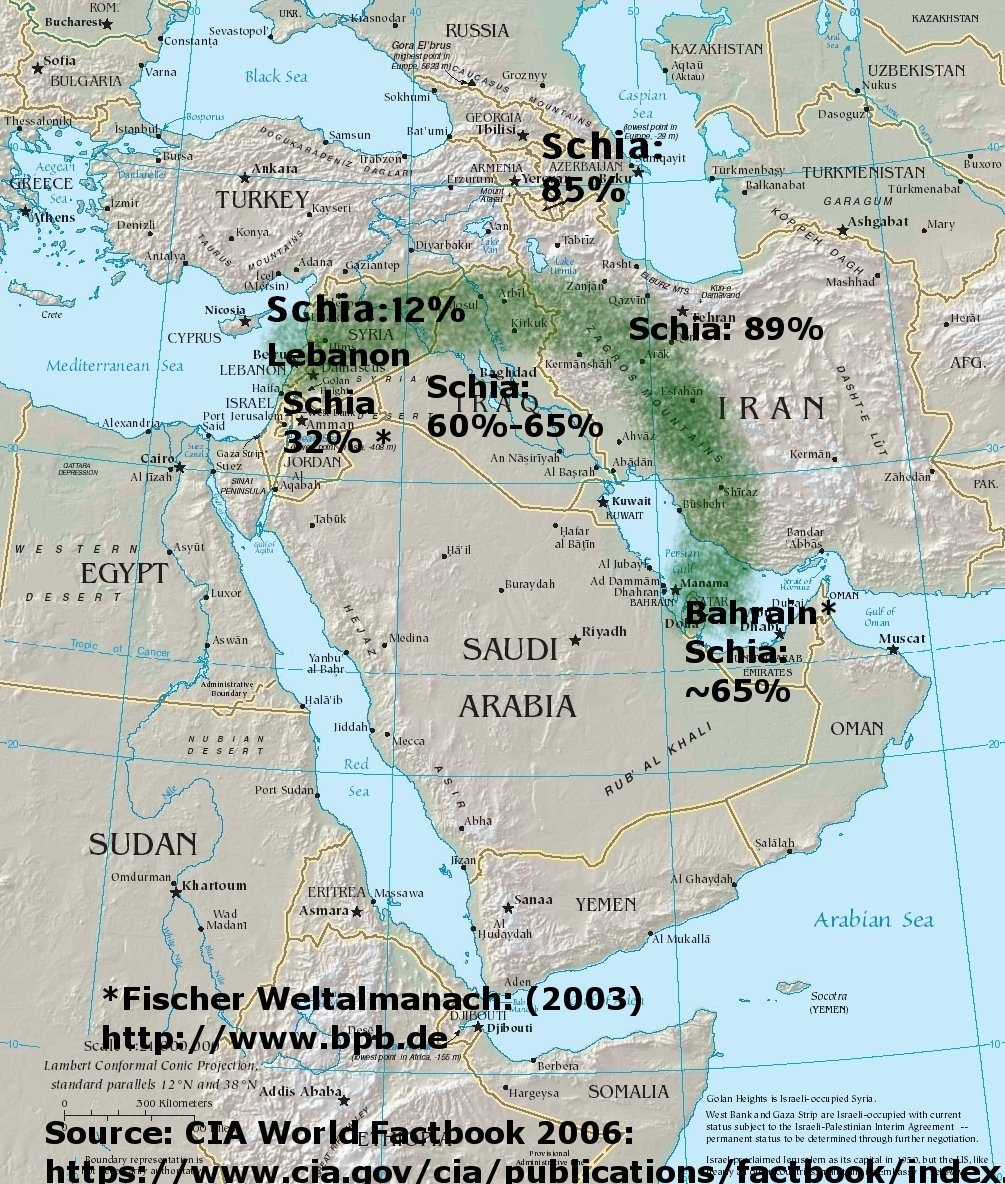
시아파 초승달 지대의 2003년 지도.

시아파 초승달 지대는 서아시아에서 시아파 인구가 다수이거나 시아파 소수 민족이 강하게 존재하는 초승달 모양의 지역을 가리키는 개념이다.
최근 몇 년 동안 이 용어는 서구 정치 담론에서 이란의 영향력이나 통제하에 있는 지역과 소프트 파워를 식별하는 데 사용되었는데, 이란이 모든 시아파 무슬림을 하나의 깃발 아래 통합하려고 했기 때문이다. 다른 한편으로 이 개념은 서아시아에서 시아파의 정치적 비중이 커지고 있음을 보여준다.
시아파 초승달 지대에 속하는 지역에는 레바논, 시리아, 바레인, 이라크, 이란, 아제르바이잔, 예멘, 파키스탄, 사우디아라비아 남부, 아프가니스탄 서부가 포함된다. 이 용어는 열두 이맘파 외에도 이스마일파, 자이드파, 알라위파 및 알레비파 집단을 포함한다.

## 개요
만약 이란과 특별한 관계를 맺고 있는 시아파 주도 이라크가 있고, 시리아, 헤즈볼라-레바논과의 관계를 보면, 걸프 국가들과 실제로 전 지역을 매우 불안정하게 만들 새로운 초승달 지대가 나타나는 것입니다.
이 용어는 2004년 요르단의 압둘라 2세 국왕에 의해 만들어졌다. 당시 이란은 2005년 1월 이라크 의회 선거를 앞두고 이라크에 개입하고 있는 것으로 알려졌다. 이는 이라크의 수니파가 선거를 보이콧할 위협(나중에 실제로 발생)이 시아파가 지배하는 정부를 초래하고, 시아파 이라크가 시아파 이란의 영향력 아래 놓일 수 있다는 가정에서 나온 것이었다. 공통의 종교가 이란, 이라크, 알라위파가 지배하는 시리아, 레바논의 정치적으로 강력한 시아파 민병대 헤즈볼라 간의 협력에 좋은 잠재력을 제공한다는 제안이 있었으며, 이들이 지역 세력 다툼에서 이란의 대리자가 될 수 있다는 제안도 있었다.
이 용어는 이후 중동의 다른 시아파 지역을 포괄하도록 발전했다. 시아파 무슬림이 주요 다수를 형성하는 국가는 이란과 이라크이다. 시아파는 아제르바이잔에서도 큰 다수를 차지하지만, 아제르바이잔은 헌법상 세속 국가이다. 실제 신도는 훨씬 적어서 아제르바이잔은 일반적으로 초승달 지대에서 제외되었다.
시아파는 이전에 바레인 시민의 대다수를 차지했으나, 수니파 이민자의 증가와 정부가 수니파여서 바레인은 수니파 다수 국가가 되었다. 레바논, 쿠웨이트, 예멘, 사우디아라비아, 튀르키예, 아프가니스탄, 파키스탄, 인도에는 대규모 시아파 소수 민족이 존재하며, 아랍에미리트에는 그보다 적은 수의 시아파 소수 민족이 있다. 레바논의 약한 중앙 정부 구조가 헤즈볼라가 시리아 내전에 개입하도록 허용했던 레바논을 제외하고, 이들은 일반적으로 초승달 지대의 일부로 묘사되지 않는다.
2005년 6월, 이란 이슬람 공화국의 최고 지도자 알리 하메네이 아야톨라는 루홀라 호메이니 아야톨라 서거 기념 연설에서 "시아파 초승달 지대" 프로젝트를 종교적 분열 정책의 증거로 언급했다. 2015년 12월, 테헤란에서 열린 제29차 국제 이슬람 통합 회의에서 이란의 하산 로하니 대통령은 무슬림 국가들이 단결하고 이슬람의 대중적 이미지를 개선하기 위해 노력할 것을 촉구하며 "시아파 초승달 지대도 수니파 초승달 지대도 없다. 우리는 이슬람 달을 가지고 있다. 우리 무슬림은 단결해야 하는 세상에 살고 있다"고 덧붙였다.
2012년, 미국의 대학교수이자 언어학자인 노엄 촘스키는 자신의 저서 Making the Future: Occupations, Interventions, Empire and Resistance에서 중동 에너지 매장량의 대부분이 소위 "시아파 초승달 지대"에 있으며, 이란의 시아파 초승달 지대 내 영향력이 중동 에너지 자원을 통제하려는 미국의 노력에 도전한다고 주장했다. 워싱턴의 악몽은 시아파 연합이 미국과 독립적으로 세계에서 가장 중요한 석유 매장량을 장악하는 것이다.
2016년 1월, 사우디 왕세자 무함마드 빈 살만의 측근은 이라크, 시리아, 예멘과 같은 국가에서 이란의 지원을 받는 시아파 민병대의 활동이 확대된 결과 아랍 세계가 단순히 시아파 초승달 지대가 아닌 "시아파 보름달"에 직면했다고 주장했다. 2017년 12월, 이슬람 혁명 수비대(IRGC) 사령관인 모함마드 알리 자파리는 "오늘날 이슬람 국가에는 저항의 무장 세포가 설립되었고, 다른 국가에는 작은 저항 네트워크가 만들어졌으며, 우리는 미래에 그들의 영향력을 보게 될 것이다"라고 말했다. 그에 따르면, 시리아의 "대테러" 투쟁에는 대규모 자원 봉사자들이 참여했다. 자파리는 이전에 이란에 충성하는 시아파 이슬람주의 블록을 만들 필요성에 대해 이야기했다.

2014년, 쿠드스군 사령관인 가셈 솔레이마니는 이란이 지원하는 호메이니주의 무장 세력에 의한 군사 반란을 통해 아랍 정부를 전복하려는 알리 하메네이의 전략을 설명했다. 이란의 목표가 "세계 석유의 70퍼센트"를 점령하는 것이라고 설명하면서, 솔레이마니는 다음과 같이 말했다. 
"이란의 리더십 아래 시아파의 부흥은 이란에 정치적 차원과 안보적 차원, 경제적 차원을 가진 극성과 힘을 창출한다.... 우리는 이란, 사우디아라비아, 이라크 세 나라가 세계에서 가장 많은 석유를 보유하고 있다는 것을 안다. 사우디아라비아가 1위이고, 이란과 이라크가 2위와 3위이며, 세계 석유의 약 70퍼센트 또는 80퍼센트가 시아파가 거주하는 곳에 위치한다. 이라크의 석유는 바스라와 바그다드 사이의 회랑에 있으며, 쿠웨이트와 사우디아라비아의 석유 80퍼센트는 담맘이나 카티프와 같은 시아파 인구 밀집 지역에 위치하며, 이는 이란에서도 명확하다. 열두 이맘파의 정치적 리더십은 이란의 민족적 힘을 기하급수적으로 증가시킨다."

## 인구 변화 및 시아파화
2016년, 킹 파이살 연구 및 이슬람 연구 센터의 지형학 부교수 후사인 이브라힘 쿠트립은 시리아 내전의 결과로 "유용한 시리아"에서 발생한 인구 변화에 대한 기사를 썼다. 특히 쿠트립은 "유용한 시리아"를 시리아 대통령 바샤르 알 아사드가 2016년 초 이 용어를 정의한 방식과 유사하게 정의했다. 즉, 다마스쿠스, 리프 디마슈크주, 홈스주, 하마주, 라타키아주, 타르투스주의 시리아 주를 포함하는 것으로 정의했다.
쿠트립은 2011년 말 기준으로 이 6개 주가 당시 시리아 인구 약 2140만 명 중 980만 명으로 시리아의 인구 전체의 46%를 차지했다고 지적했다. 쿠트립은 2011년 말 기준으로 "유용한 시리아"의 인구 구성이 수니파 69%, 알라위파(시아파 이슬람의 한 분파) 21%, 시아파 1%, 드루즈파 1%, 이스마일파 2%, 기독교인 6%였다고 지적했다.
2016년까지 "유용한 시리아"의 인구는 980만 명에서 760만 명으로 감소했다. 시리아의 인구 구성은 5년 동안 크게 변했다. 2016년 "유용한 시리아"는 수니파 52%, 알라위파 24%, 시아파 13%, 드루즈파 1%, 이스마일파 3%, 기독교인 7%로, 2011년에서 2016년 사이에 "유용한 시리아" 내 시아파 인구의 폭발적인 증가가 주요 변화였다.
리프 디마슈크주와 홈스주에서 2011년에서 2016년 사이에 발생한 인구 변화는 특히 주목할 만했다. 리프 디마슈크주는 2011년 수니파 87%에서 2016년 54%로 바뀌었다. 홈스주는 2011년 64%에서 2016년 21%로 수니파 비율이 감소했다. 쿠트립은 이러한 인구 변화를 시아파화라고 묘사했다.

## 같이 보기
시아파 주제
- 사우디아라비아-이란 대리 분쟁
- 저항의 축
- 시아파-수니파 관계
- 시아파: 인구통계 (시아파 인구 비율의 현재 추정치)

지리 주제
- 비옥한 초승달 지대
- 메소포타미아

### 참고 문헌
- Chomsky, Noam (2012). 《Making the Future: Occupations, Interventions, Empire and Resistance》. 시티 라이츠 출판사. ISBN 978-0872865372.